# ده هود
ده هود روستایی در ولسوالی فیروز کوه از ولایت غور در کشور افغانستان است.